# Maxx Force
Maxx Force in Six Flags Great America (Gurnee, Illinois) ist eine Launched-Stahlachterbahn des Herstellers S&S Sansei, die am 4. Juli 2019 eröffnet wurde.
Die 548,6 m lange Strecke erreicht eine Höhe von 53,3 m und verfügt über vier Inversionen: einen Dog Tongue, der aus zwei Inversionen besteht, eine Heartline-Roll und einen Maxx Dive Loop. Sowohl der Dog Tongue als auch der Maxx Dive Loop wurden erstmals auf Maxx Force verbaut. Mittels eines pneumatischen Abschusssystems werden die Züge innerhalb von 1,8 s von 0 auf 125,5 km/h beschleunigt.

## Züge
Maxx Force besitzt zwei Züge mit jeweils vier Wagen. In jedem Wagen können vier Personen (zwei Reihen à zwei Personen) Platz nehmen.